# Axel Sterne
Axel Julius Andersson Sterne, född 20 september 1878 i Nora, Örebro län, död 14 september 1930 i Mjölby, var en svensk journalist vid Folkbladet och politiker (socialdemokrat).
Sterne var först verksam som journalist och blev 1922 kommunalborgmästare i Mjölby stad. Han var riksdagsledamot för socialdemokraterna i andra kammaren 1912–1918, invald i Östergötlands läns valkrets.